# جین لاکهارت
جین لاکهارت (انگلیسی: Gene Lockhart؛ ۱۸ ژوئیهٔ ۱۸۹۱ – ۳۱ مارس ۱۹۵۷) هنرپیشه اهل کانادا بود.
از فیلم‌هایی که وی در آن نقش داشته است، می‌توان به آبه لینکلن در ایلینوی، به راه خود می‌روم، یک پا در بهشت، منشی همه‌کاره او و معجزه در خیابان سی و چهارم اشاره کرد.